# Rodolfo Elías Calles
Rodolfo Elías Calles Chacón (Guaymas, Sonora; 29 de junio de 1900-Houston, Texas; 29 de junio de 1965) fue un banquero, agricultor, empresario y político mexicano. Se desempeñó como gobernador de Sonora de 1931 a 1934 y como secretario de Comunicaciones y Obras Públicas de 1934 a 1935 durante la presidencia de Lázaro Cárdenas. Fue hijo del también político Plutarco Elías Calles.

## Biografía
Nació el 29 de junio de 1900 en Guaymas (Sonora). Fue hijo de Plutarco Elías Calles y de Natalia Chacón. 
Fue gobernador de Sonora de 1931 a 1934. Durante su gobernatura destaca:
- Fundó el Banco Agrícola Sonorense en Ciudad Obregón Sonora.
- Fundó la estación Agrícola Experimental en el Valle del Yaqui, Sonora.
- Fundó el Centro de Investigaciones Agrícolas del Noroeste en el Valle del Yaqui, Sonora.
- Fundó la Unión de Crédito Agrícola de Cajeme en Ciudad Obregón Sonora.
- Promovió e Inauguró la Carretera de Nogales a Guaymas.[2]
- Promovió la Expulsión de los Chinos en el Estado.[3]
- Aprueba la canalización y enderezamiento del Arroyo Los Nogales, obra que se concluirá en 1935.
- Construyó varias escuelas y embelleció varias ciudades

Además se desempeñó como presidente municipal de Cajeme de 1952 a 1954.
Al terminar fue titular de la Secretaria de Comunicaciones y Obras Públicas de diciembre de 1934 a junio de 1935 en el gabinete de Lázaro Cárdenas.
Falleció el 29 de junio de 1965 en Houston (Texas) en una operación de corazón. Sus restos mortales fueron enterrados en Hermosillo (Sonora) al día siguiente.